# HD52589
HD52589 — хімічно пекулярна зоря спектрального класу
B8 й має видиму зоряну величину в смузі V приблизно  8,1.

## Пекулярний хімічний вміст
Зоряна атмосфера HD52589 має підвищений вміст 
Si
.